# Миргородский, Николай Дмитриевич
Николай Дмитриевич Миргородский (укр. Миргородський Микола Дмитрович; 1909, Кременчуг, Полтавская губерния — февраль 1987, Киев) — советский промышленный и государственный деятель.

## Биография
Родился в 1909 году в Кременчуге Полтавской губернии в семье служащего.
После окончания школы работал слесарем на Кременчугском механическом заводе (в 1930 году завод был переименован в машиностроительный). С 1927 года начал работал в металлургической промышленности — сначала рабочим, потом мастером. Был заместителем директора по капитальному строительству комбината «Запорожсталь», вместе с которым во время Великой Отечественной войны был эвакуирован на Урал в город Златоуст Челябинской области.
После войны работал заместителем директора по капитальному строительству «Днепроспецстали» (1948—1954), в 1954—1957 годах был заместителем начальника Главного управления по строительству металлургических заводов Министерства чёрной металлургии УССР. С 1957 по 1963 годы работал начальником отдела Госплана УССР, а затем, до октября 1965 года — заместителем председателя Совета народного хозяйства Украинской ССР — П. А. Розенко. После этого Николай Миргородский был назначен первым заместителем начальника Главснаба, а с 1978 года — первым заместителем председателя Госснаба Украинской ССР.
На пенсии был персональным пенсионером союзного значения, проживал в Киеве, где умер в 1987 году.

### Семья
Жена — Миргородская Нина Моисеевна. Четверо сыновей:
- Валерий — советский и украинский врач, биофизик и нейрофизиолог;
- Владимир — основатель и первый директор Полтавского горно-обогатительного комбината;
- Дмитрий — советский и украинский актёр театра и кино, заслуженный артист Украины;
- Сергей — советский архитектор, главный архитектор УССР в 1980-е годы.

Внук — Артём Миргородский, член коалиции гражданских организаций «Реанимационный пакет реформ».

## Награды
- четырежды орден Трудового Красного Знамени УССР;
- орден «Знак Почёта»;
- Заслуженный работник промышленности УССР;
- медали.